# Acalolepta laeviceps
Acalolepta laeviceps là một loài bọ cánh cứng trong họ Cerambycidae.